# 离明阁
离明阁，位于中国广东省江门市鹤山市雅瑶镇隔朗村，为鹤山市仅存的清代砖塔。1994年，列入鹤山市文物保护单位。
塔平面为六角形，三层，呈楼阁式，高15米。清康熙十五年（1676年）建，嘉庆二十年（1815年）重修，光绪六年（1880年）增建。